# جو بلانشارد
جو بلانشارد (بالإنجليزية: Joe Blanchard)‏ هو مصارع هاوي أمريكي، ولد في 7 ديسمبر 1928 في هاسكل في الولايات المتحدة، وتوفي في 22 مارس 2012 في سان أنطونيو في الولايات المتحدة بسبب سرطانة حرشفية الخلايا.

## روابط خارجية
- جو بلانشارد على موقع JustSportsStats.com (الإنجليزية)
- جو بلانشارد على موقع WrestlingData.com (الإنجليزية)
- جو بلانشارد على موقع CageMatch worker (الإنجليزية)
- جو بلانشارد على موقع قاعدة بيانات المصارعة على الإنترنت (الإنجليزية)
- جو بلانشارد على موقع عالم المصارعة على الإنترنت (الإنجليزية)